# Guennadi Sossonko
Guennadi Boríssovitx Sossonko (en rus: Геннадий Борисович Сосонко), nascut el 18 de maig de 1943 a Troitsk, Rússia) és un jugador i escriptor d'escacs jueu de Rússia, que fou ciutadà soviètic, s'exilà de l'URSS, i obtingué la nacionalitat neerlandesa. És Gran Mestre des de 1976.

## Biografia
Sossonko, un dissident, es va exiliar des de la Unió Soviètica als Països Baixos via Israel el 1972. Es tractà d'una deserció altament publicitada, que va portar la Federació Soviètica d'Escacs a pressionar enormement la FIDE per declarar-lo "no-persona", una tàctica habitual entre les autoritats soviètiques del moment contra els dissidents.
No obstant això, la FIDE atorgà a Sossonko el títol de Mestre Internacional (MI) el 1974, el títol de GM el 1976, i el d'Entrenador Sènior de la FIDE, el màxim títol d'entrenador internacional, el 2004.

## Resultats destacats en competició
Al començament de la seva carrera, el 1958, va guanyar el Campionat júnior de Leningrad. Un cop ja exiliat, guanyà el Campionat dels Països Baixos dos cops, el 1973 i el 1978 (ex aequo amb Jan Timman).

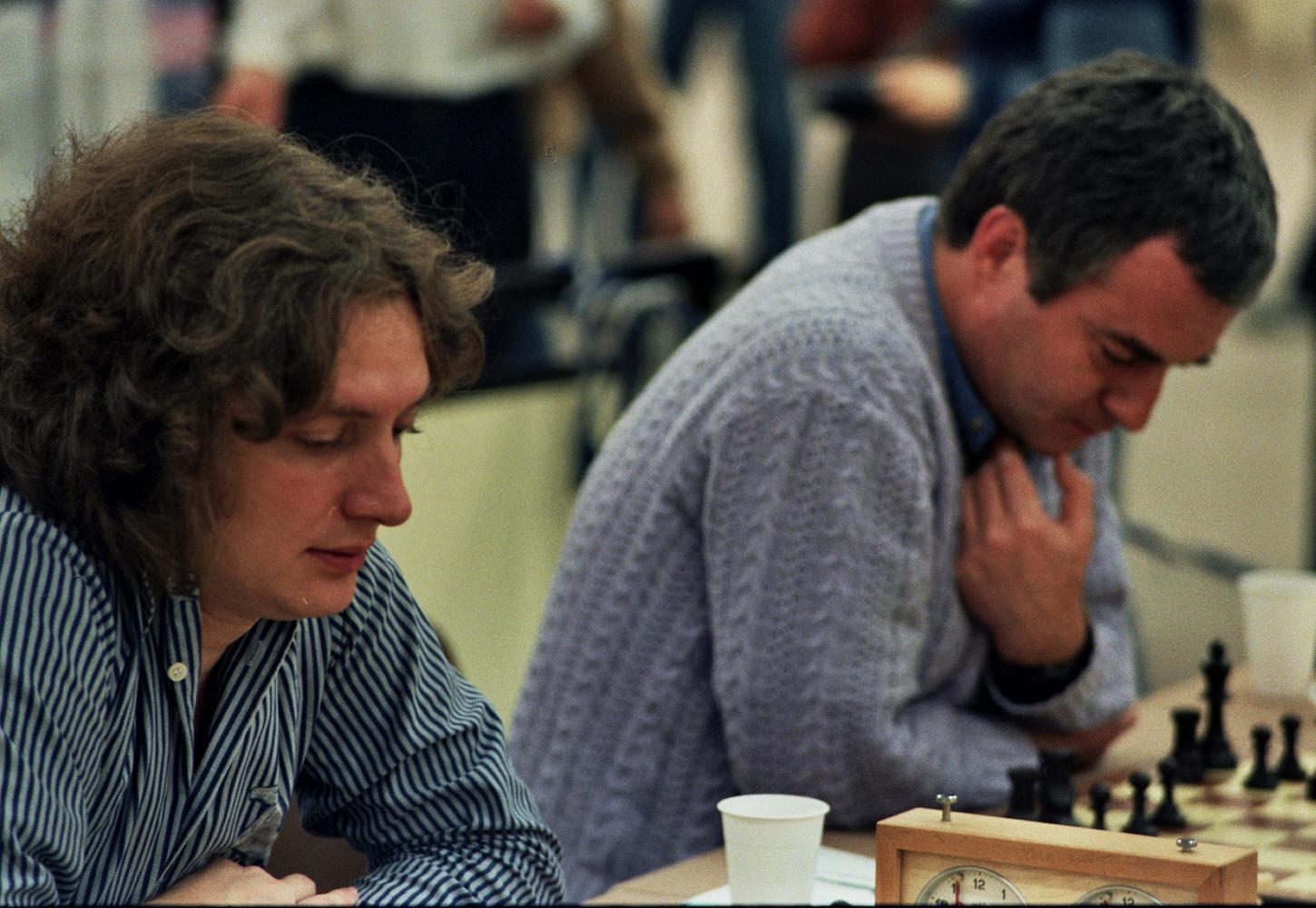
Sossonko (a la dreta de la imatge), al costat de Jan Timman (a l'esquerra), representant els Països Baixos a l'Olimpíada de Salònica, 1984.

D'entre els seus resultats en torneigs destaquen el primer lloc a Wijk aan Zee 1977, 1r a Nimega 1978, 3r a Amsterdam 1980, 1r a Wijk aan Zee 1981, 3r a Tilburg 1982, 4t a Haninge 1988, i 1r a la 30a edició del Memorial Rubinstein, el 1993. També va entaular un matx contra Jan Timman (+1 =0 −1) el 1984.
Sossonko ha participat, representant els Països Baixos, onze cops a les Olimpíades d'escacs, en els períodes 1974-84, i 1988-96. Hi va guanyar dues medalles individuals: or a Haifa (1976), bronze a Niça (1974), i dues medalles per equips: plata a Haifa (1976), i bronze a Salònica (1988). El 1989 formà part (com a 3r tauler) de l'equip neerlandès que participà en el II Campionat del món per equips, a Luzerna, on hi puntuà (+1 =4 -2).

## Escriptor d'escacs
Sossonko ha escrit tres llibres d'escacs (no tècnics), centrats bàsicament en les seves experiències en el món dels escacs a la Unió Soviètica, i les seves relacions i records respecte d'una banda dels millors jugadors soviètics, i de l'altra, d'aspectes poc coneguts però interessants de la història dels escacs. Els seus llibres, publicats per New in Chess, són Russian Silhouettes, The Reliable Past, i Smart Chip from St. Petersburg.

### Llibres
- Sossonko, Guennadi. Russian Silhouettes.  New in Chess, 2003. ISBN 90-5691-078-7.
- Sossonko, Guennadi. The Reliable Past.  New in Chess, 2003. ISBN 90-5691-114-7.
- Sossonko, Guennadi. Smart Chip from St. Petersburg: And Other Tales of a Bygone Chess Era.  New in Chess, 2006. ISBN 9056911694.